# We Were Soldiers Once… And Young
We Were Soldiers Once… And Young – książka wydana w 1992 roku, autorstwa generała-porucznika Harolda Moore'a i korespondenta wojennego Josepha L. Gallowaya, opisująca udział Pierwszego (dowodzonego przez Moore'a) i Drugiego Batalionu amerykańskiego 7. Pułku Kawalerii w bitwie w Ia Đrăng. Ta bitwa była pierwszym starciem z udziałem dużych jednostek amerykańskich podczas wojny wietnamskiej. We wcześniejszych akcjach brały udział pojedyncze drużyny, plutony czy kompanie. Na podstawie książki w 2001 roku nakręcono film pt. Byliśmy żołnierzami (ang. We Were Soldiers).

## Adaptacja filmowa
Film na podstawie książki, z Melem Gibsonem w roli Moore'a, wyreżyserował Randall Wallace. W książce sam Moore narzeka, że "Hollywood robi to źle za każdym cholernym razem"; Wallace mówił, że zainspirował go ten komentarz i był "zdeterminowany, by tym razem zrobić to dobrze".
Film, pomimo że ukazuje wiele szczegółów i małych wydarzeń obecnych w książce, nie jest w pełni historycznie zgodnym odtworzeniem wydarzeń, tak jak prezentuje je książka. W filmie jest kilka sytuacji nieprawdziwie ukazujących sytuację Amerykanów, do których należy bohaterska, improwizowana szarża pod dowództwem Moore'a, podczas której zniszczone zostają wietnamskie siły rezerwowe, co kończy bitwę zwycięstwem Amerykanów. W rzeczywistości szarża nie miała miejsca, podobnie jak zniszczenie sił północnowietnamskich. Wietnamski dowódca pułkownik Nguyễn Hữu An nie ma także okazji obserwować zakończenia akcji w miejscu LZ X-Ray, gdyż bitwa trwa dalej w miejscu LZ Albany, gdzie Drugi Batalion (7. Pułk) z Kompanią A Pierwszego Batalionu (5. Pułk) walczą o życie z siłami rezerwowymi wietnamskiego pułkownika.
By skrócić film, pominięto także wiele wydarzeń opisanych w książce.